# Yaojie, Gansu
Yaojie (kinesiska: 窑街) är ett stadsdelsdistrikt i nordvästra Kina. Det ligger i Honggu härad i provinshuvudstaden Lanzhou i provinsen Gansu, omkring 94 kilometer nordväst om centrala Lanzhou.